# Gifts
「Gifts」（ギフツ）は、Superflyが発表した24枚目のシングル。2018年10月10日にワーナーミュージックからリリースされた。
本楽曲は、2018年8月・9月に、NHKの音楽番組『みんなのうた』で放送された。

## 解説
- 「Gifts」は、NHK全国学校音楽コンクール「中学校の部」課題曲となっている。同曲は2018年12月31日の第69回NHK紅白歌合戦においても披露された。「自分には何もないと思っている君へ」というテーマのもと、自信がなく、心もとない気持ちに寄り添うミドルバラード[2]。
- PVには、一般の中学校に訪問し、生徒らが「自分の嫌いなところはどこですか？」との質問に素直な悩みを吐露する姿や、その後友人からサプライズを受け喜ぶ様子などが捉えられたドキュメンタリー風の映像となっている[3]。
- 本リリースに伴い10月8日から14日までの間、上述のPVと連動した内容を元に「自分の嫌いなところはどこですか？」という質問をされた一般中学生たちが実際に答えたコンプレックスが多数記載された駅広告ポスターが、JR東日本29カ所に掲載された[4]。
- カップリングには、花王柔軟剤「新フレア フレグランス」のCM曲として起用された『ハッピーデイ』が収録されている。
- 本作は初回限定盤（CD+DVD）、通常盤（CD）の他、初となるファンクラブ限定盤（Blu-ray/DVD）があり、計4形態でのリリースとなった。初回限定盤DVDには横浜アリーナで行われた「J-WAVE LIVE SUMMER JAM 2018」の映像が、ファンクラブ限定盤Blu-ray/DVDにはファンクラブツアー「Superfly Official Fanclub Superconnection 10th Anniversary Tour 2018 “Super-duper!”」より、Zepp Osaka Bayside公演の模様を収録。

## 収録曲
| 全編曲: 蔦谷好位置。 |                                                                                |           |                       |       |
| #                    | タイトル                                                                       | 作詞      | 作曲                  | 時間  |
| 1.                   | 「Gifts」                                                                      | 越智志帆  | 越智志帆 / 蔦谷好位置 | 4:34  |
| 2.                   | 「ハッピーデイ」                                                               | 越智志帆  | 越智志帆              | 3:41  |
| 3.                   | 「Gifts」(Live from 『Fanclub Tour 2018 “Super-duper!”』at Zepp Osaka Bayside) |           |                       | 4:39  |
| 4.                   | 「Gifts」(Instrumental)                                                        |           |                       | 4:32  |
| 合計時間:            | 合計時間:                                                                      | 合計時間: | 合計時間:             | 17:26 |

| #  | タイトル                     | 作詞 | 作曲・編曲 |
| -- | ---------------------------- | ---- | ---------- |
| 1. | 「Beautiful」                |      |            |
| 2. | 「愛をこめて花束を」         |      |            |
| 3. | 「Alright!!」                |      |            |
| 4. | 「タマシイレボリューション」 |      |            |
| 5. | 「やさしい気持ちで」         |      |            |
| 6. | 「Bloom」                    |      |            |
| 7. | 「マニフェスト」             |      |            |
| 8. | 「Fall」                     |      |            |